# Michael Allen Baker
Michael Allen Baker (* 27. října 1953 v Memphisu, stát Tennessee, USA), vojenský pilot, důstojník a americký kosmonaut. Ve vesmíru byl čtyřikrát.

## Život

### Studium a zaměstnání
V roce 1971 zdárně ukončil střední školu ve městě Lemoore v Kalifornii a pak pokračoval dalším studiem na University of Texas. Po ukončení studia roku 1975 narukoval do armády, absolvoval pilotní školu v Patuxent River a v armádě nadlouho zůstal. Oženil se, získal přezdívku Mike.
V letech 1985 až 1986 absolvoval výcvik u NASA, od roku 1986 byl zařazen do jednotky kosmonautů.

### Lety do vesmíru
Na oběžnou dráhu se v raketoplánech dostal čtyřikrát a strávil ve vesmíru 40 dní, 4 hodiny a 59 minut. Byl 254 člověkem ve vesmíru.
- STS-43 Atlantis (2. srpna 1991 – 11. srpna 1991), pilot
- STS-52 Columbia (22. říjen 1992 – 1. listopad 1992), pilot
- STS-68 Endeavour (30. září 1994 – 11. říjen 1994), velitel
- STS-81 Atlantis (12. ledna 1997 – 22. ledna 1997), velitel